# Hukou

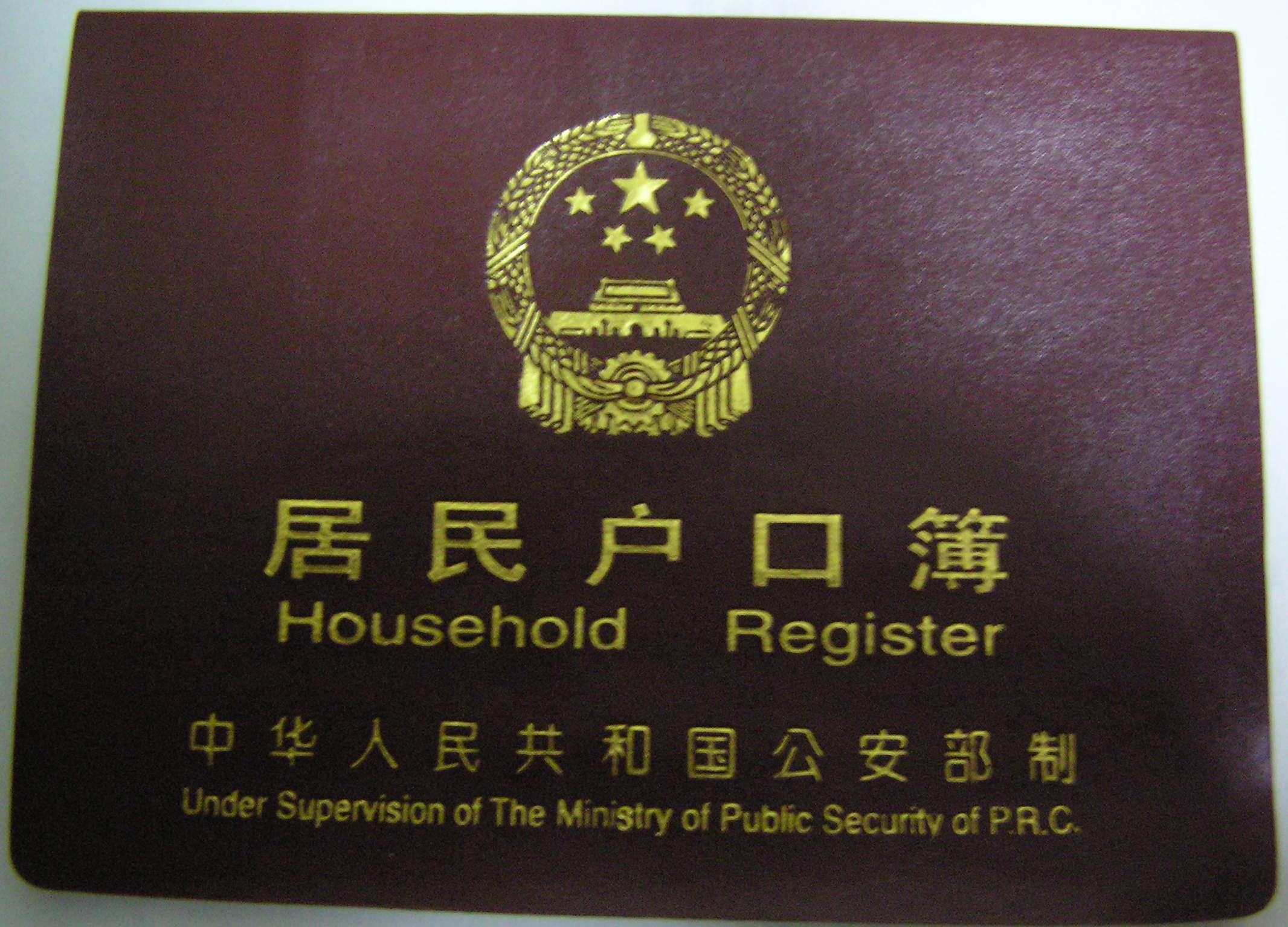
Meldepass des Hukou-Systems

Das Hukou-System (chinesisch 戶口制度 / 户口制度, Pinyin hùkǒu zhìdù – „System der ständigen Wohnsitzkontrolle“), auch Huji-System (戶籍制度 / 户籍制度,  hùjí zhìdù – „Personenstandsystem“) genannt, ist die offizielle Wohnsitzkontrolle der Bevölkerung der Volksrepublik China. Daneben gibt es die Hukou-Bücher (戶口登記本 / 户口登记本,  hùkǒu dēngjìběn – „Familienheft“), die jede Familie in der Volksrepublik besitzt und in die alle wichtigen Ereignisse wie z. B. Geburt, Hochzeit o. Ä. einzutragen sind.
Ähnliche Registrierungssysteme gibt es auch auf Taiwan, das auch Hukou (戶口 / 户口,  hùkǒu – „gemeldeter ständiger Wohnsitz“) bzw. Huji (戶籍 / 户籍,  hùjí – „Personenstand“) genannt wird, sowie in anderen ostasiatischen Ländern:
- Japan (Koseki und Juminhyo)
- Nord- und Südkorea (Hoju)
- Vietnam (Hộ Khẩu)

## Übersetzung
Die direkte Übersetzung nach Wörterbuch ist „eingetragener ständiger Wohnsitz“ oder „Anzahl der Haushalte und der Gesamtbevölkerung“, was aber nicht die Bedeutung als System mit einschließt. Sebastian Heilmann benutzt in seinem Buch „Das politische System der Volksrepublik China“ die Übersetzungen „System der staatlichen Haushaltsregistrierung“ und „Wohnsitzkontrolle“.
- Siehe auch: Volksrepublik China#Migration

## Mao-Ära
In der Mao-Ära nach 1948 war die strenge Wohnsitzkontrolle und erzwungene Immobilität der Bevölkerung ein zentraler Bestandteil der Kontrolle und Steuerung der Bevölkerung. Der Aufenthalt an dem zugeordneten Wohnort war Voraussetzung für jede Art von Beschäftigung und die Vergabe von Essen und anderen wichtigen Konsumgütern.

## Aktuelle Situation
Nach den von Deng Xiaoping ab 1979 eingeleiteten Reformen wurde es den Bürgern erleichtert, inoffiziell umzuziehen. Diese Reformen haben auch Anreize geschaffen, in die sich schneller entwickelnden Küstenregionen umzuziehen.
Obwohl der größte Teil der Bevölkerung weiterhin offiziell an den ihr zugewiesenen Ort gebunden ist, gibt es heute vermutlich 150 bis 200 Millionen Chinesen, die als Wanderarbeiter in anderen Orten leben. Zum Beispiel leben in Guangzhou über drei Millionen Menschen, die nicht offiziell Bürger der Stadt sind. Diese Zugezogenen können sich aufgrund ihrer offiziellen Bindung an einen anderen Ort nicht in ihrem neuen Wohnort melden. Deswegen haben sie weniger Zugang unter anderem zu Bildung und sozialen Leistungen.

## Auswirkungen
Das Hukou-System hat dazu geführt, dass in chinesischen Vorstadt-Regionen keine größeren Slums entstanden sind, da vor allem der Landbevölkerung ein Umzug in Städte untersagt war. Diese Regel hat auch zu den starken sozialen Unterschieden zwischen urbanen und ländlichen Gebieten beigetragen und die Landbevölkerung von den seit den fünfziger Jahren von der städtischen Bevölkerung genossenen Privilegien ausgeschlossen.
Zu diesen Privilegien gehören beispielsweise der freie Zugang zu Bildungseinrichtungen wie Schulen und Universitäten, Sozialleistungen und die Inanspruchnahme der ländlichen Krankenversicherung. Letztere kommt nur für Behandlungen am Wohnsitz auf. Die seit 2008 vorgeschriebene Krankenversicherung durch den Arbeitgeber wird für Wanderarbeiter faktisch ausgehebelt, da diese meist ohne Vertrag beschäftigt werden.
In den Städten ist dadurch eine Klasse von inoffiziellen Bürgern entstanden, die gegenüber der gemeldeten Bevölkerung benachteiligt ist. Aufgrund der vergleichsweise hohen Abhängigkeit von ihren Arbeitgebern und den niedrigeren Löhnen in ihrer Heimat werden sie auch oft als billige Arbeitskräfte ausgenutzt.
Im sogenannten PISA-Test führt dieses System zu einer möglichen Verzerrung gegenüber anderen Staaten, da ein beträchtlicher Teil der 15-Jährigen in den Tests de facto nicht berücksichtigt wird, da diese nur beschränkten Zugang zu den Bildungseinrichtungen erhalten.

## Reformen
Von 1982 an war basierend auf dem Hukou-System eine Inhaftierungspraxis der „Verhaftung und Rückführung“ in Kraft. Danach konnte die Polizei Personen ohne Wohn- oder Arbeitserlaubnis monatelang in Lagern internieren und zu schweren Arbeiten heranziehen, um sie dann in ihre Heimatstadt zurückzubringen. Als es 2003 nach dem Tod des jungen Modedesigners Sun Zhigang zu heftigen Protesten kam, wurde diese Regelung aufgehoben.
Obwohl das Hukou-System auch in der Volksrepublik China als unfair angesehen wird, sind Reformen nach wie vor umstritten. Es wird befürchtet, dass es bei einer Reform zu einem großen Druck auf die Städte durch Massen von Umsiedlern kommen wird. Das würde dazu führen, dass die bereits überlasteten Sozialsysteme in den Städten zusammenbrechen könnten und die wirtschaftliche Entwicklung in ländlichen Regionen durch den Wegzug der dortigen Eliten weiter verlangsamt werden könnte.
Nachdem es in den boomenden Ballungsräumen in den Küstenregionen zu einem sehr großen Bedarf an Arbeitskräften gekommen war, wurde zum ersten Mal ländlichen Arbeitssuchenden in größerer Zahl gestattet, in den Städten zu arbeiten, wenn auch nur vorübergehend. In einigen Provinzen wird das Hukou-System bereits reformiert, wie zum Beispiel in Guangdong. In Guangzhou gibt es inzwischen sehr viele Einwohner, die ursprünglich nicht aus der Stadt kommen. Die meisten von ihnen kommen aus anderen bezirksfreien Städten Guangdongs.
Die Stadtregion Shenyang im nordöstlichen Liaoning, die auch erhebliche ländliche Gebiete umfasst, hat Anfang 2010 als erste Großstadt die Unterscheidung zwischen städtischem und ländlichem Hukou abgeschafft und damit auch der ländlichen Bevölkerung Zugang zu besserer städtischer Bildung, Krankenversorgung und Sozialversicherung verschafft.
In der Großstadt Chongqing wurden zwischen Mitte 2010 und Ende 2011 die Einwohnerrechte auf rund 3 Millionen Migranten aus dem ländlichen Hinterland ausgedehnt. Chengdu hob bis Ende 2012 alle Unterschiede zwischen Einwohnern der Stadt und der ländlichen Region innerhalb seines Zuständigkeitsgebietes auf. Diese Reformen schaffen das Hukou nicht ab, erweitern die Privilegien aber auf alle Einwohner der Region.
Im Januar 2013 kündigte die neue Regierung an, eine landesweite Reform des Hukou-Systems einzuführen, durch die „die Mehrheit der Wanderarbeiter eine Heimat finden und sowohl in Städten, wie auf dem Land gut leben können“ soll.
Ende Juli 2014 wurde eine Neuordnung des Systems vorgestellt, die bis 2020 umgesetzt werden soll. In Gemeinden und Städten mit weniger als einer Million Einwohnern wird die Anmeldung als Bürger freigegeben. Wer in diese Orte zieht, kann sich anmelden und alle kommunalen Leistungen in Anspruch nehmen. In Städten zwischen einer Million und drei Millionen Einwohnern werden geringe Anforderungen an Neuanmeldungen gestellt, eine Übergangsperiode soll sicherstellen, dass die Verwaltungen nicht mit leistungsberechtigten Neubürgern überfordert werden. In Städten zwischen drei und fünf Millionen Einwohnern sollen Neuanmeldungen in „angemessenem“ Umfang möglich werden. Nähere Informationen wurden zunächst nicht veröffentlicht. Für die Mega-Städte Peking und Shanghai wird ein Punkte-System eingeführt; Anmeldungen werden nur in streng reglementierter Zahl angenommen, die Bürger müssen sich nach Beschäftigungsdauer, Wohnverhältnissen und sozialer Absicherung qualifizieren.